# ボブ・ワイス
ボブ・ワイス（Robert William "Bob" Weiss、1942年5月7日 - ）はアメリカ合衆国の元プロバスケットボール選手で、指導者。NBAのデンバー・ナゲッツのアシスタントコーチ。ペンシルベニア州イーストン出身。ポジションはポイントガード。身長188cm、体重82kg。

## 経歴

### プレーヤー
1963年から1965年まで、ペンシルベニア州立大学でプレーした後、1965年NBAドラフトでフィラデルフィア・セブンティシクサーズの指名を受け入団、1967年にNBAエクスパンションドラフトでシアトル・スーパーソニックスに入団した。1977年まで、ABLを含む7チームで12年間プレーした。

### コーチ
引退翌年の1978年、サンディエゴ・・クリッパーズのアシスタントコーチからコーチ歴をスタートさせ、サンアントニオ・スパーズ、アトランタ・ホークス、ロサンゼルス・クリッパーズ、シアトル・スーパーソニックス、中国プロバスケットボールリーグ2チームでヘッドコーチを経験し、現在デンバー・ナゲッツでアシスタントコーチを務めている。

## その他
バッファロー・ブレイブスのプレーヤー、サンディエゴ・クリッパーズのアシスタントコーチ、ロサンゼルス・クリッパーズのヘッドコーチとクリッパーズ歴代3フランチャイズ全てに関わっている。